# TestOps
Der Begriff TestOps (oder Testbetrieb) bezieht sich auf die Disziplin der Verwaltung der operativen Aspekte des Testens innerhalb des Lebenszyklus der Softwareentwicklung.
Das Softwaretesten ist eine sich entwickelnde Disziplin, die sowohl funktionale als auch nicht-funktionale Tests umfasst. Zunehmend wird das Testen von Software, insbesondere in agile Entwicklungsprozesse, zu einem kontinuierlichen Testprozess, bei dem Softwareentwickler, Qualitätsingenieure, manuelle Tester, Product Owner und andere in den Qualitätsprozess eingebunden sind. Da immer mehr Menschen in den Testprozess involviert sind und die Testprojekte im Umfang wachsen, besteht auch die Notwendigkeit, eine Disziplin zu schaffen, um die Softwarequalitätsprozesse, Menschen, Systeme und Tests zu verwalten.
TestOps hilft Teams, ihre Teamorganisation, Tests und Qualitätsprozesse effizienter und effektiver zu skalieren.

## Elemente des Testbetriebs (TestOps)
TestOps umfasst mehrere wichtige Disziplinen, die in folgende Bereiche unterteilt werden können:
Planung - Sie hilft bei der Festlegung, wie die Software getestet werden soll. Was sind die Prioritäten für das Testen? Wie soll getestet werden? Wer wird die Tests durchführen? Außerdem sollte in der Planungsphase die Umgebung für die Tests festgelegt werden. Sollen sie in einer Testumgebung oder in der Produktion durchgeführt werden? Produktionsdaten können wertvoll sein, um reale Benutzerströme zu identifizieren, die bei der Priorisierung von Testfällen helfen. Zu den Ergebnissen gehören die Identifizierung des Testtyps, das Testautomatisierungs-Tools, der Zeitplan für die Tests, die Zuständigkeit für die Tests in den verschiedenen Phasen und der Design und die Ergebnisse der Tests.
Management - Das Testmanagement umfasst die Organisation und Verwaltung des Teams, der Tools, der Testumgebung und der Tests selbst. Tests folgen einem Lebenszyklusmuster und müssen verwaltet werden, unabhängig davon, ob sie sich in Phasen wie Entwurf, aktiv oder Quarantäne befinden. TestOps hilft sicherzustellen, dass die Testprozesse effizient und skalierbar sind.
Kontrolle - Wenn Teams und Tests an Zahl und Vielfalt zunehmen, steigt natürlich auch die Komplexität. Änderungskontrollprozesse wie Pull-Requests, Genehmigungen für merges, Kollaborationstools und die Kennzeichnung der Eigentümerschaft können dazu beitragen, dass Änderungen an Tests ordnungsgemäß genehmigt werden.
Einblicke - Die Daten und Informationen, die Sie aus Ihren Testautomatisierungssystemen ableiten, sollten sowohl für operative als auch für prozessbezogene Entscheidungen genutzt werden. Zu den operativen Informationen über Ihre Testaktivitäten gehören die Testergebnisse (bestanden/nicht bestanden), readiness criteria, Fehlerdiagnosen, Produktivität der Testteams, Teststabilität und vieles mehr. Zu den Informationen, die für Prozessverbesserungen herangezogen werden können, gehören Daten zur Team- und Einzelleistung, Trendanalysen zu Fehlertypen, Testabdeckungen und Analysen zur Risikoabdeckung.